# Lecanodiaspis erratica
Lecanodiaspis erratica är en insektsart som först beskrevs av De Lotto 1955.  Lecanodiaspis erratica ingår i släktet Lecanodiaspis och familjen Lecanodiaspididae.
Artens utbredningsområde är Kenya. Inga underarter finns listade i Catalogue of Life.